# Karolineprisen
Der Karolineprisen ist eine norwegische Auszeichnung und gilt als renommiertester Nachwuchspreis des Landes. Geehrt werden Schüler weiterführender Schulen, die sich entweder im Sport, in der Musik oder in der Kunst außergewöhnlich hervorgetan haben und gleichzeitig sehr gute schulische Leistungen vorweisen können.
Der Preis war anfänglich mit 15.000 Norwegischen Kronen dotiert und wurde von der Gymnasial- und Handelsschulsektion der Osloer Privatschule Wang videregående skole vergeben. Mittlerweile verleiht ihn die Sportschulsektion und das Preisgeld wurde auf 20.000 Kronen erhöht. Die Auszeichnung ist nach der ersten Laureatin benannt.

## Preisträger
- 1988: Karoline Krüger (Sängerin und Komponistin)
- 1989: Cathrine Zaborowski (Fußballspielerin)
- 1990: Annbjørg Lien und Elise Båtnes (Violinistinnen)
- 1991: Siw Vestengen (behinderte Skilangläuferin)
- 1992: Monica Røtvold (Tänzerin)
- 1993: Bertil Martinius Grov (Bogenschütze)
- 1994: Cecilie Leganger (Handballspielerin)
- 1995: Jan Werner Danielsen (Sänger)
- 1996: Jannicke Abrahamsen (Sängerin)
- 1997: Stefan Kofod Hansen (Fußballspieler) und Anne Cecilie Ore (blinde Dressurreiterin)
- 1998: Marie Theisen (Schauspielerin)
- 1999: Lene Marlin (Sängerin) und John Carew (Fußballspieler)
- 2000: Jon Lech Johansen (IT-Programmierer)
- 2001: Lisa Mari Kvalvik (Modedesignerin)
- 2002: Inger Anne Himle Halrynjo (Ruderin)
- 2003: Christine Guldbrandsen (Sängerin) und Catharina Chen (Violinistin)
- 2004: David Pedersen (Sänger)
- 2005: Wanlapa Konkai (Repräsentantin für das Internationale Rote Kreuz)
- 2006: Ragnhild Hemsing (Violinistin)
- 2007: Helene Olafsen (Snowboarderin) und Sara Chen (Violinistin)
- 2008: Katharina Stiberg (Schwimmerin)
- 2009: Marie Haagenrud (Schauspielerin)
- 2010: Isabelle Pedersen (Sprinterin)
- 2011: Guro Kleven Hagen (Violinistin) und Sverre Lunde Pedersen (Eisschnellläufer)
- 2012: Johannes Thingnes Bø (Biathlet)
- 2013: Eivind Holtsmark Ringstad (Violinist)
- 2014: Henrik Christiansen (Schwimmer)
- 2015: Martin Ødegaard (Fußballspieler)
- 2016: Grace Bullen (Ringerin)
- 2017: Jakob Ingebrigtsen (Leichtathlet)
- 2018: Vegard Dragsund Nilsen (Para-Leichtathlet)
- 2019: Birk Ruud (Freestyle-Skier)
- 2020: Helene Marie Fossesholm (Skilangläuferin)